# أنتوني درايدن مارشال
أنتوني درايدن مارشال (بالإنجليزية: Anthony Dryden Marshall)‏ هو ضابط ودبلوماسي أمريكي، ولد في 30 مايو 1924 في نيويورك في الولايات المتحدة، وتوفي في 30 نوفمبر 2014.

## وصلات خارجية
- أنتوني درايدن مارشال على موقع قاعدة بيانات برودواي على الإنترنت (الإنجليزية)